# 1820 en musique classique
| \| • Retour à la chronologie générale de la musique classique • \| |
| Grèce • Rome • Haut Moyen Âge • VIIIe siècle • IXe siècle • Xe siècle • XIe siècle XIIe siècle • XIIIe siècle • XIVe siècle • XVe siècle • XVIe siècle • XVIIe siècle XVIIIe siècle • XIXe siècle • XXe siècle • XXIe siècle |
| • Retour à la chronologie générale de la musique classique • |

| Années en musique classique : 1817 - 1818 - 1819 - 1820 - 1821 - 1822 - 1823    |
| Décennies en musique classique : 1790 - 1800 - 1810 - 1820 - 1830 - 1840 - 1850 |

Cet article présente les faits marquants de l'année 1820 en musique.

## Événements
- 4 novembre : inauguration du Grand Théâtre de Liège avec une Zémire et Azor d'André Grétry, natif de la ville.
- 14 novembre : création à La Scala de Milan de Margherita d'Anjou, opéra de Giacomo Meyerbeer.
- 26 décembre : Fedra de Simon Mayr, à la Scala de Milan

Date indéterminée
- Sonates pour piano opus 109, opus 110 et opus 111 (1820-1822) de Beethoven.

## Prix
- Aimé Leborne obtient le Premier Grand prix de Rome avec Sophonisbe.

## Naissances

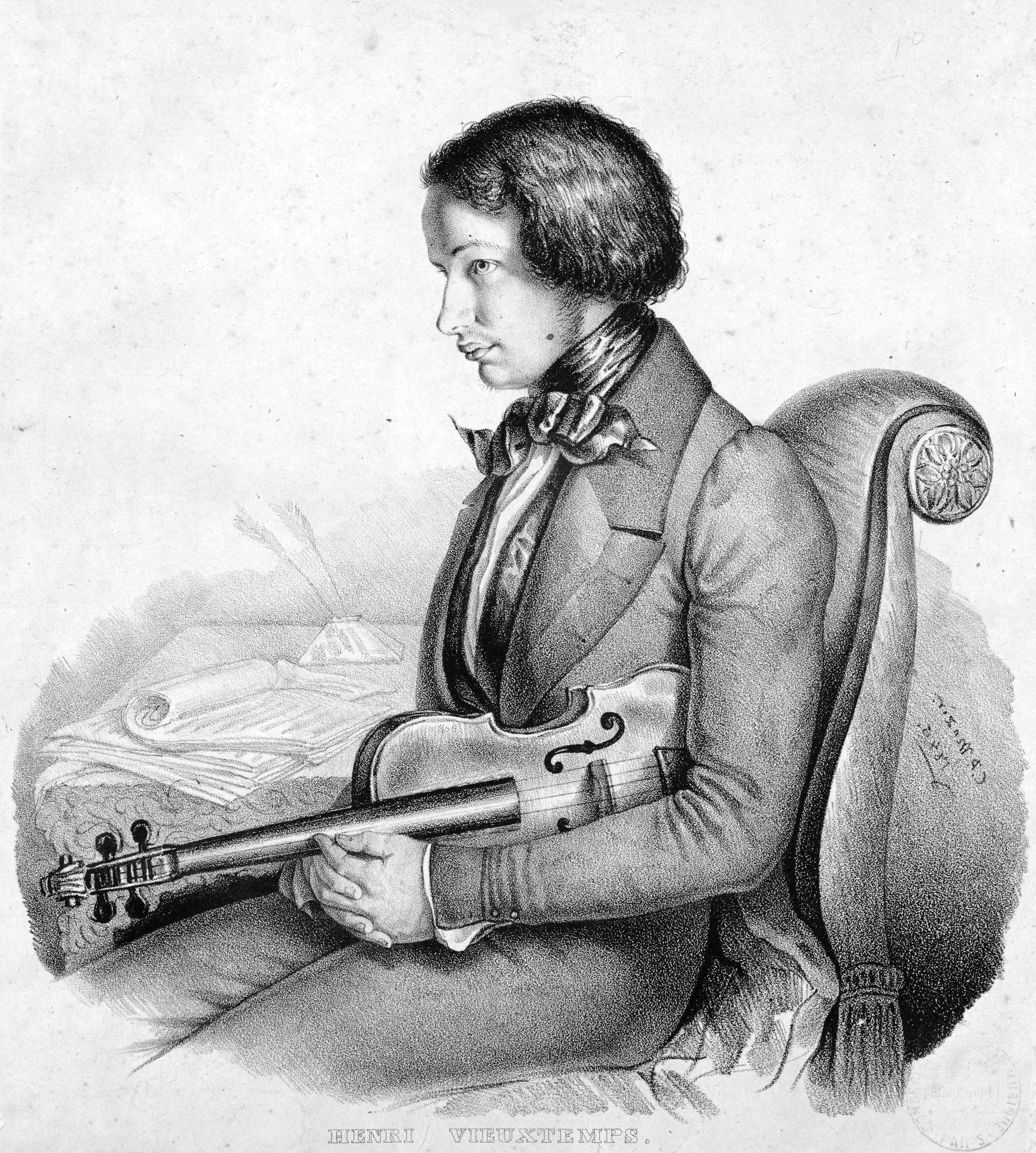
Henri Vieuxtemps

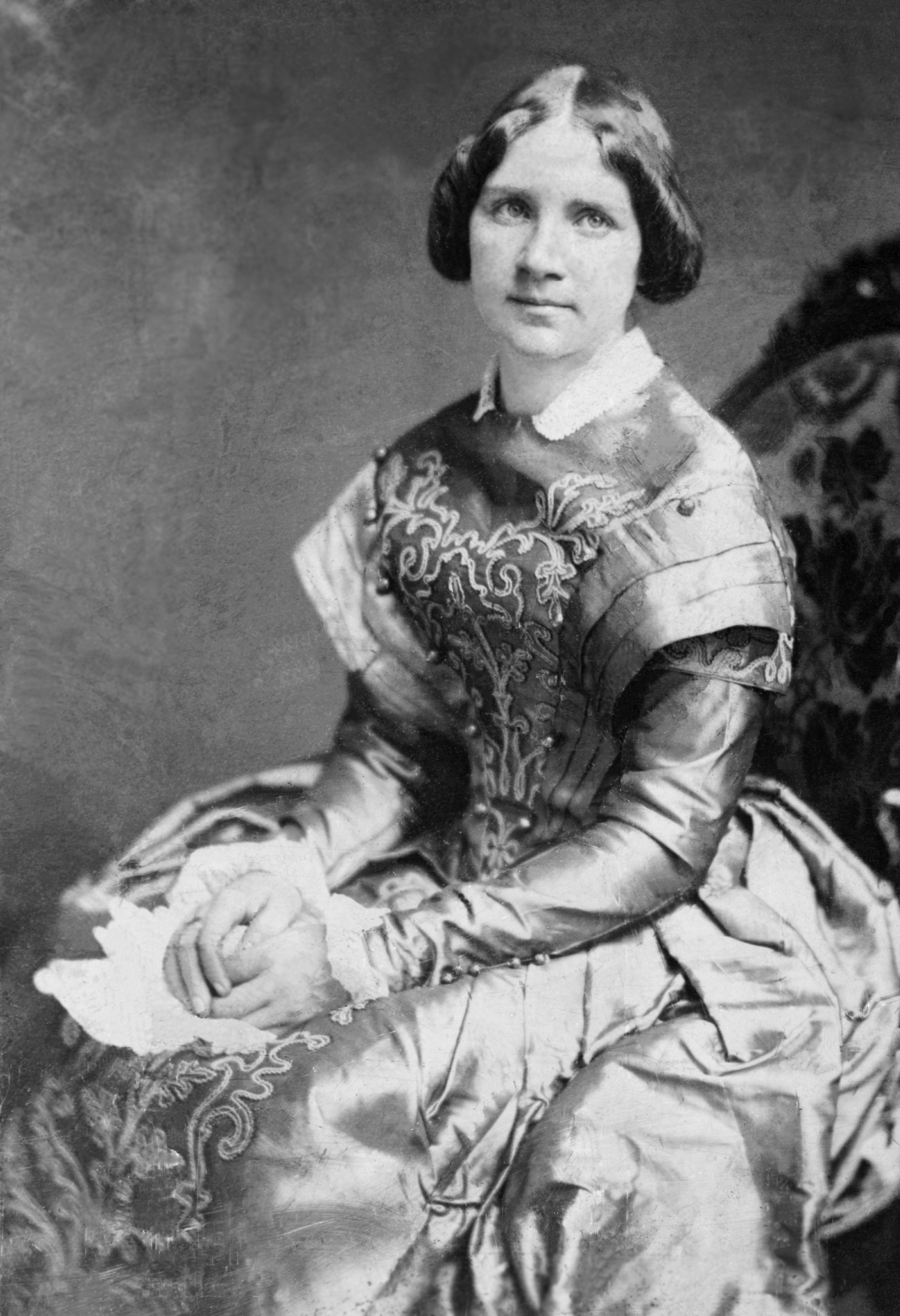
Jenny Lind

- 23 janvier : Alexandre Serov, compositeur russe et critique musical († 1er février 1871).
- 26 janvier : Alfred Lair de Beauvais, compositeur français († 1869).
- 10 février : Cornelius Gurlitt, organiste et compositeur allemand († 27 juin 1901).
- 17 février : Henri Vieuxtemps, violoniste et compositeur belge († 6 juin 1881).
- 16 mars : Enrico Tamberlick, chanteur d'opéra (ténor) italien († 14 mars 1889).
- 28 mars : Édouard Batiste, organiste, professeur et compositeur français († 9 novembre 1876).
- 30 avril : Louis Gassier, baryton français († 18 décembre 1871).
- 3 mai : Jules Armingaud, violoniste et compositeur français († 27 février 1900).
- 20 mai : Michał Bergson, pianiste et compositeur polonais († 9 mars 1898).
- 22 mai : Alexander Fesca, pianiste et compositeur allemand († 22 février 1849).
- 10 juillet : Hippolyte Xavier Garimond, hautboïste et compositeur français († 7 septembre 1903).
- 8 août : Julius Stern, professeur de musique, chef d'orchestre et compositeur allemand († 27 février 1883).
- 1er septembre : Sophie Diez, soprano allemande († 3 mai 1887).
- 4 octobre : Pierre Adam, altiste et compositeur français († 11 juin 1890).
- 6 octobre : Jenny Lind, cantatrice suédoise († 2 novembre 1887).
- 10 novembre : Hermann Cohen, prêtre allemand, pianiste et compositeur de musique profane et religieuse († 20 janvier 1871).
- 16 novembre : Henri Duvernoy, compositeur et professeur de musique français († 24 janvier 1906).
- 14 novembre : Lodovico Graziani, ténor italien († 15 mai 1885)
- 24 novembre : Friedrich Lux, chef d'orchestre, organiste et compositeur allemand († 9 juillet 1895).

Date indéterminée
- Augusta Browne, compositrice et femme de lettres américaine († 11 janvier 1882).
- Leone Emanuele Bardare, librettiste italien († après 1874).
- Eugène Mestépès, librettiste, dramaturge et directeur de théâtre français († 1875).

## Décès

Marie Bigot

- 30 janvier : Josepha Barbara Auernhammer, pianiste et compositrice autrichienne (° 25 septembre 1758).
- 6 février : Giovanni Battista Grazioli, compositeur et organiste italien (° 6 juillet 1746).
- 12 février : Guillaume Teniers, violoniste et compositeur belge (° 20 avril 1748).
- 9 avril : Angelo Anelli, librettiste et écrivain italien (° 1er novembre 1761).
- 2 mars : Pierre-Louis Moline, librettiste français (° 27 mai 1739).
- 26 avril : Louis-Victor Simon, violoniste et compositeur français (° 12 novembre 1764).
- 28 juillet : Filippo Gragnani, guitariste et compositeur italien (° 3 septembre 1768).
- 6 août : Anton Wranitzky, compositeur et violoniste tchèque (° 13 juin 1761).
- 20 août : Antonín Kraft, violoncelliste et compositeur tchèque (° 30 décembre 1752).
- 16 septembre : Marie Bigot, professeur de piano et compositrice française (° 2 mars 1786).
- 21 décembre : Charles Dumonchau, pianiste et compositeur français (° 11 avril 1775).

Date indéterminée
- Giovanni Francesco Giuliani, harpiste, compositeur et chef d'orchestre italien (° 1760).
- Louis Joseph Saint-Amans, compositeur français (° 26 juin 1749).
- François-Joseph de Trazegnies, compositeur et organiste belge (° 1744).